# Nagyhét

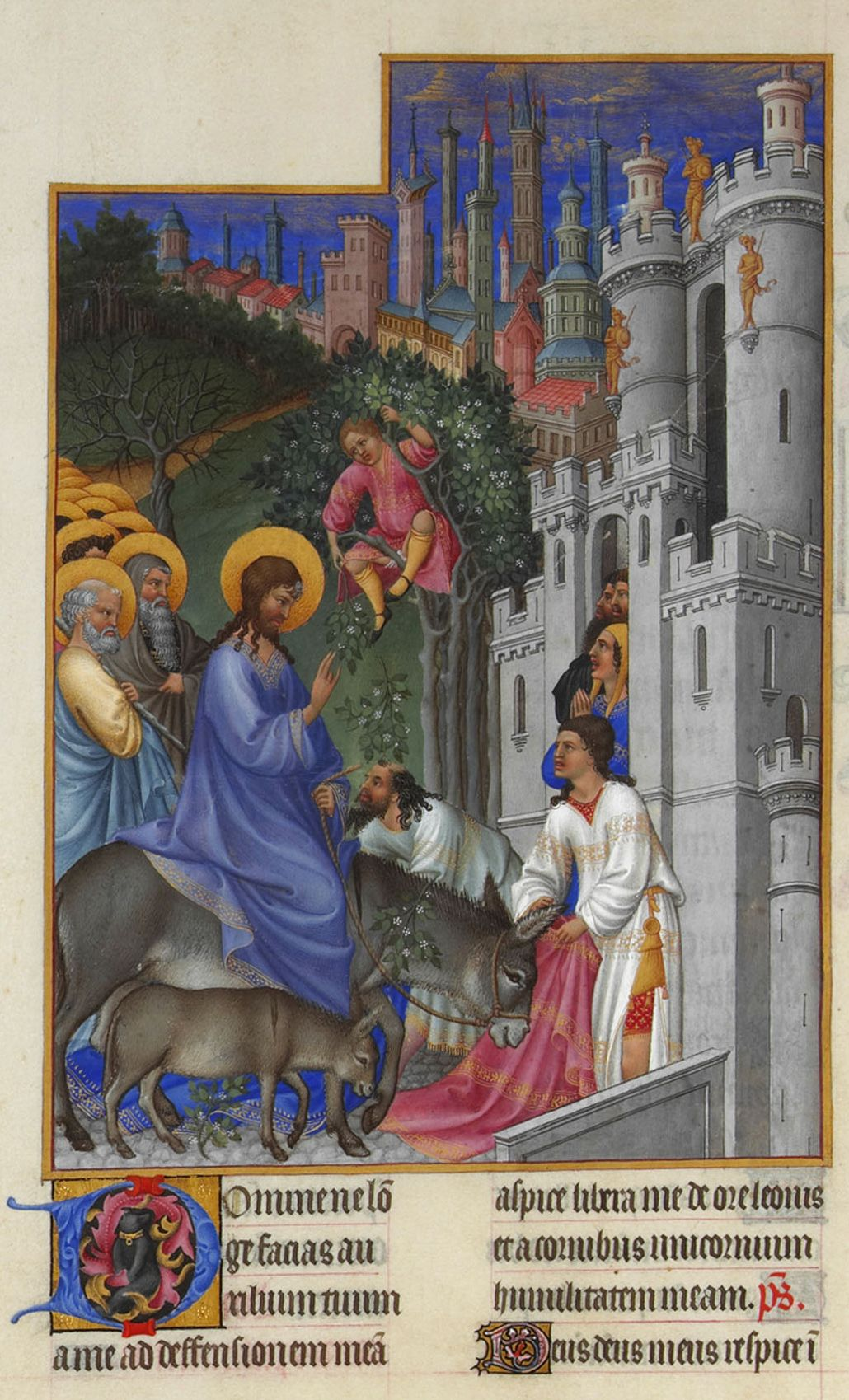
Virágvasárnap - Jézus bevonulása Jeruzsálembe

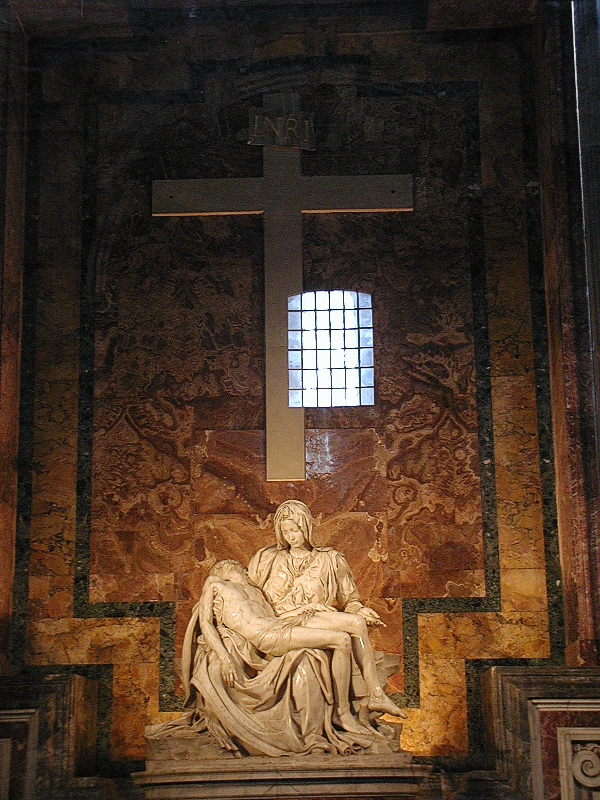
Michelangelo: Pieta

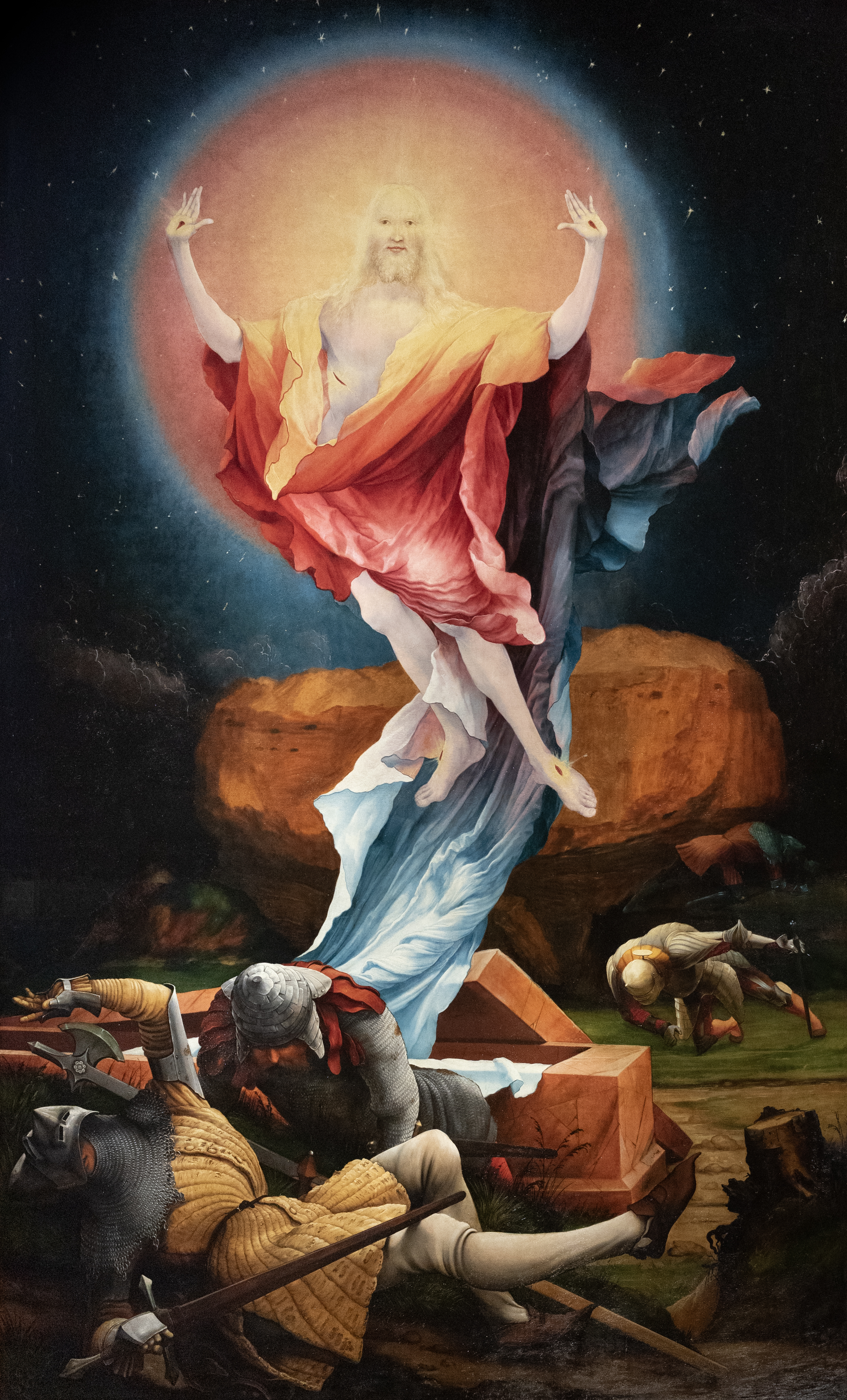
Grünewald: Isenhemi oltár - Feltámadás

A nagyhét a nagyböjt utolsó hete virágvasárnaptól nagyszombatig. Napjai a nagyhétfő, nagykedd, nagyszerda és a sacrum triduum Paschale húsvéti szent háromnap (nagycsütörtök, nagypéntek, nagyszombat).

## Egyéb nevei
Magyarul „sanyarúhét”, „videshét” (vizeshét). A 4. században görögül hebdomasz megalé, latinul septimana maior a neve (nagy hét), később görög Hebdomasz hagia, latin septimana sancta/hebdomada maior (szenthét/nagyhét), vagy ismerik csendeshétként is (hebdomasz apraktosz/hebdomada muta).

## Története
Amint erről Egeria zarándoknő útinaplójában beszámolt, az Úr messiási bevonulását virágvasárnap már a 4. század végén megünnepelték Jeruzsálemben. Az Olajfák hegyén gyűltek össze, majd szentírási szakaszok olvasása után körmenetben kísérték végig a városon a püspököt. A gyermekek olajfa és pálmaágakat vittek. A szertartás a 8. században került át nyugatra.
Rómában Nagy Szent Leó pápa idejében már Jézus szenvedése állt a liturgia középpontjában, de az eredeti ünnep nyomai máig fennmaradtak. Ma a liturgiában a barkaszentelés (pálmaszentelés) az ünnepi mise előtt van, az evangélium helyén pedig Jézus szenvedéstörténete szerepel.
A hétfő, kedd, szerda kezdetben liturgikus nap volt. Hilár pápa (461–468) hétfőre és keddre már engedélyezte a szentmisét. II. Valentinianus császár (375–392) a közhivatalokban a nagyhétre munkaszünetet rendelt el és még a rabszolgákat is mentesítette a munka alól. A munkaszünet többé kevésbé változatlanul az egész középkorban érvényes maradt. VIII. Orbán pápa a nagyhét napjait 1642-ben ismét hétköznappá nyilvánította.

## Szokások
A nagyhét a tavasz újjászületésre koncentrál, a természet megújulása a test és a lélek megújulását is hozza. A magyar falun a parasztok egészen a közelmúltig a nagyhét tiszteletére nagy gonddal megtisztították az egész portát, beleértve az istállót és melléképületeket is. A szerszámokat is letisztogatták, kifényesítették.
Különös gonddal készültek ilyenkor az évi gyónásra, szentáldozásra is. Az édesanya szigorúan gondoskodott arról, hogy minden gyermek és még a béresek, szolgálók is mind elvégezzék. A húsvét táján végzett gyónást még a 20. század elején is a gyóntatócédula (schedula confessionis) igazolta, ilyet ma is találni régi imádságoskönyvekben. Egyes helyeken a vízkereszti házszentelés alkalmával az asztalra készítették és a plébános jelenlétében a sekrestyés cérnára fűzve összegyűjtötte.
A nagyhét eseményeihez tartozik a püspöki székesegyházakban a krizmaszentelési mise. A püspök papjaival együtt misézik, és megszenteli a betegek és a katekumenek olaját és a krizmát. Ekkor újítja meg a papság a szenteléskor tett ígéreteit.

### Semana Santa
A spanyolországi Sevillában a húsvét előtti vasárnapon veszi kezdetét a Nagyhét, a Semana Santa, melyen az inkvizíció idejéből származó hagyomány szerint templomi gyülekezetek, vallásos egyesületek naponta körmeneteket (procesiones) szerveznek. A gyászos, vezeklő felvonulások során Szűz Mária és Jézus életének és halálának fontos eseményeit megjelenítő, több tonna súlyú ereklyék indulnak el saját templomukból, hogy a híres sevillai katedrálison átvonulva oda visszatérjenek. Az öltözékük alapján is jól megkülönböztethető 58 vallási közösség (cofradías) kora délutántól másnap reggelig tartó gondosan megszervezett, rituális körmenetei során több mint félszázezer városlakó vonul fel, hogy részvételükkel jelképesen vezekeljenek, több mint 120 menetben, ezek száma évente változhat. Százak és ezrek kísérik a feldíszített faszerkezetű trónusokra emelt nagy értékű szobrokat, szobor kompozíciókat, melyekkel az emelvények belsejében összepréselődött teherhordók lassú, csoszogó lépésekkel haladnak előre. Egy-egy ember terhe esetenként száz kilót is nyomhat. Az esemény a világ minden részéről látogatókat vonz. Sevilla egyik leghíresebb ünnepe.
A Nagyhét alkalmából hasonló körmeneteket világszerte a spanyol nyelvterület számos városában rendeznek, de vitathatatlanul Sevillában láthatók a leggondosabban összeállított, minden részletében jól megszervezett körmenetek. A számos templomi ereklye (el paso) önmagában is nagy értéket képvisel, a menetekben pedig az öltözetek, a gyertyák, a pásztorbotok, az egyéb nagy értékű templomi kellékek sokasága lenyűgöző. A felvonulások során különösen kedvező tényező a város klímája. Húsvétkor már jó meleg van és ritka az eső. Esőre hajló időben a körmenet elmarad, ami lelkileg nagyobb tehertétel az egyházközösség tagjainak, mint a menetben való részvétel fizikai fáradsága. A néhány száz fős egyesületi felvonulásoktól a háromezres létszámig széles a skála. A meneteket pedig a városlakók is kísérhetik, de általánosabb, hogy az utcákon tolongó sokaság képez élő kordont a meneteknek. A fontosabb pontokon kordonokkal elkerített területeken ülőhelyek bérelhetők. Ezen a héten naponta kaphatók a felvonulásokat részletesen bemutató prospektusok pontos térképvázlatokkal, az útvonal időrendjének pontos feltüntetésével.
A magas és súlyos trónusokra emelt szobrok egy része Szűz Mária fájdalmát tanúsítják, mások Krisztus szenvedéseit és halálát mutatják be. Méretüktől függően 24-48 fő, régen hivatásos teherhordók, dokkmunkások, ma jó erőben lévő markos férfiak (costaleros) viszik az emelvényt, melynek belsejében elzártan helyezkednek el. Kívülről kapva az utasításokat viszik igen fáradságos munkával a terhüket, ami úgy tűnik, mintha lassan siklana a föld felett néhány centiméterrel. A város valamennyi épületét feldíszítik, az erkélyeket vörös drapériákkal burkolják, mindenütt tolonganak a nézelődők, az erkélyek megtelnek. Az elhaladó ereklye gyakran megáll, különösen akkor, ha az erkélyekről énekszóval, általában fájdalmas, szívszorító énekekkel köszöntik. Egy-egy sikeresebb rögtönzött előadás során a teherhordók 360 fokban megfordulnak a terhükkel, az oldalazó ide-oda lépkedésük az ereklye imbolygó mozgását eredményezi. Úgy mondják: baila del paso (táncol az ereklye).
A menet fontos részvevői a palástokba, leplekbe, csuklyákba öltözött kísérő bűnbánók vagy segítők (penitentes, servidoras). Az öltözékek nagyon fontosak, mindig ugyanazok, egy-egy egyházi közösségre jellegzetesek, szinte egyenruhának számítanak. Fehér, fekete, zöld, bíbor, lila és a színek különböző kombinációi fordulnak elő. A városban hasonló időben felvonuló különböző menetek az egyenruháikról jól felismerhetők. A menet előtt főleg fúvósokból és dobosokból álló, fájdalmas, szívbe markoló egyházi zenéket, indulókat játszó zenekar halad (agrupaciones musicales), de egyes körmenetekre (pl. Soledad de San Lorenzo, San Isidoro) a csendes felvonulás a jellemző, amikor az utca is teljesen némává válik és csak a leplek suhogása hallható. A legfontosabb, általában nagyobb létszámú körmenetek az éjszakaiak, mikor a menet kora délután hagyja el a templomát (salida) és hajnalban vagy másnap reggel érkezik vissza oda (entrada). A menetekben az egész város részt vesz. Ez érvényes abban az értelemben is, hogy a piciny gyerekek, még a karon ülők is, aktív részvevői a menetnek. Az egész város díszbe öltözik. Mindenki elegáns, ünneplő ruhát ölt. A sevillaiak egyébként is büszkék arra, hogy a legelegánsabban öltözött spanyol városnak tartják magukat. Nagyon sokan, főleg a hölgyek, hagyományos öltözéket viselnek, ami egy rendkívül elegáns, karcsúsított, sok fekete csipkével ellátott ruha, speciális, ugyancsak fekete csipkével (mantilla) borított fejfedővel.
A Semana Santa eseményei hatásukban megrázóak, felkavaróak és különlegességük révén nagy érdeklődést keltőek, de a város levegőjében már érződik, hogy közeleg a húsvét utáni másik több napos nagy ünnep, a Feria, ami a túláradó vidámság és az életöröm ünnepe.